# Anna Bolt
Pour les articles homonymes, voir Bolt.
Anna Bolt est une actrice américaine, elle est la sœur du producteur de film Jeremy Bolt (en).

## Filmographie
- 1992 : Le Tour d'écrou : Anna
- 1993 : 15: The Life and Death of Philip Knight : Elisabeth Knight
- 1994 : Casualty : Sally Lister
- 1994 : Soldier Soldier : Nursly Nurse
- 1995 : London Bridge (en) : Nell Miller
- 1995 : Keeping Up Appearances : Une danseuse
- 1996 : Crimetime : Sandy
- 1997 : The Investigator : pvt. Brenda Riley
- 1997 : The Place of the dead : Kathryn
- 1999 : Vigo, histoire d'une passion de Julien Temple : Misha
- 1999 : Inspecteur Barnaby : Suhami / Sylvie
- 2002 : Resident Evil de Paul W. S. Anderson : Dr. Green
- 2004 : Down to Hear : Sally Simmons
- 2007 : DOA: Dead or Alive de Corey Yuen : l'infirmière Jones
- 2010 : War Wonds : Louise
- 2012 : Resident Evil: Retribution : Dr. Green